# Ревизор (фильм, 1933)
«Ревизор» (чешский: «Revizor») — чехословацкий комедийный фильм 1933 года, экранизация пьесы Н. В. Гоголя «Ревизор» режиссёра Мартина Фрича, который сам считал его одним из своих лучших фильмов.

## Сюжет
Иван Александрович Хлестаков, бедный чиновник из Петербурга, приезжает со своим слугой в провинциальный город, где ночует в местном трактире. В то же время на имя губернатора города приходит предупредительное письмо, уведомляющее о визите из столицы ревизора. Хлестакова принимают за ревизора. Городничий и местные чиновники скрывают плохое состояние города, до которого они довели его, и пытаются подкупить «ревизора». Хитрый Хлестаков сразу понимает преимущества, которые дает ему роль ревизора, и не спешит разуверять чиновников в том, что он не тот за кого его принимают. Он отправляет письмо своим друзьям в Санкт-Петербург, где описывает глупость местных чиновников-взяточников. Только когда его начинают сватать как жениха к дочери губернатора, он понимает, что пора уезжать, и тайно покидает маленький городок. Тем временем любопытный почтмейстер вскрывает письмо Хлестакова и открывает правду городничему и остальным. Все бросаются в комнату Хлестакова, которая, однако, уже опустела. В это время испуганные чиновники получают известие о прибытии в город настоящего ревизора.

## В ролях
- Власта Буриан — Хлестаков
- Вацлав Трегль — его слуга
- Ярослав Марван — городничий
- Зденка Балдова — Анна Андреевна, жена городничего
- Труда Гросслихтова — Мария, дочь городничьего
- Теодор Пиштек — судья Ляпкин-Тяпкин
- Йозеф Ровенски — почтмейстер
- и другие